# Gruppo di Novembre

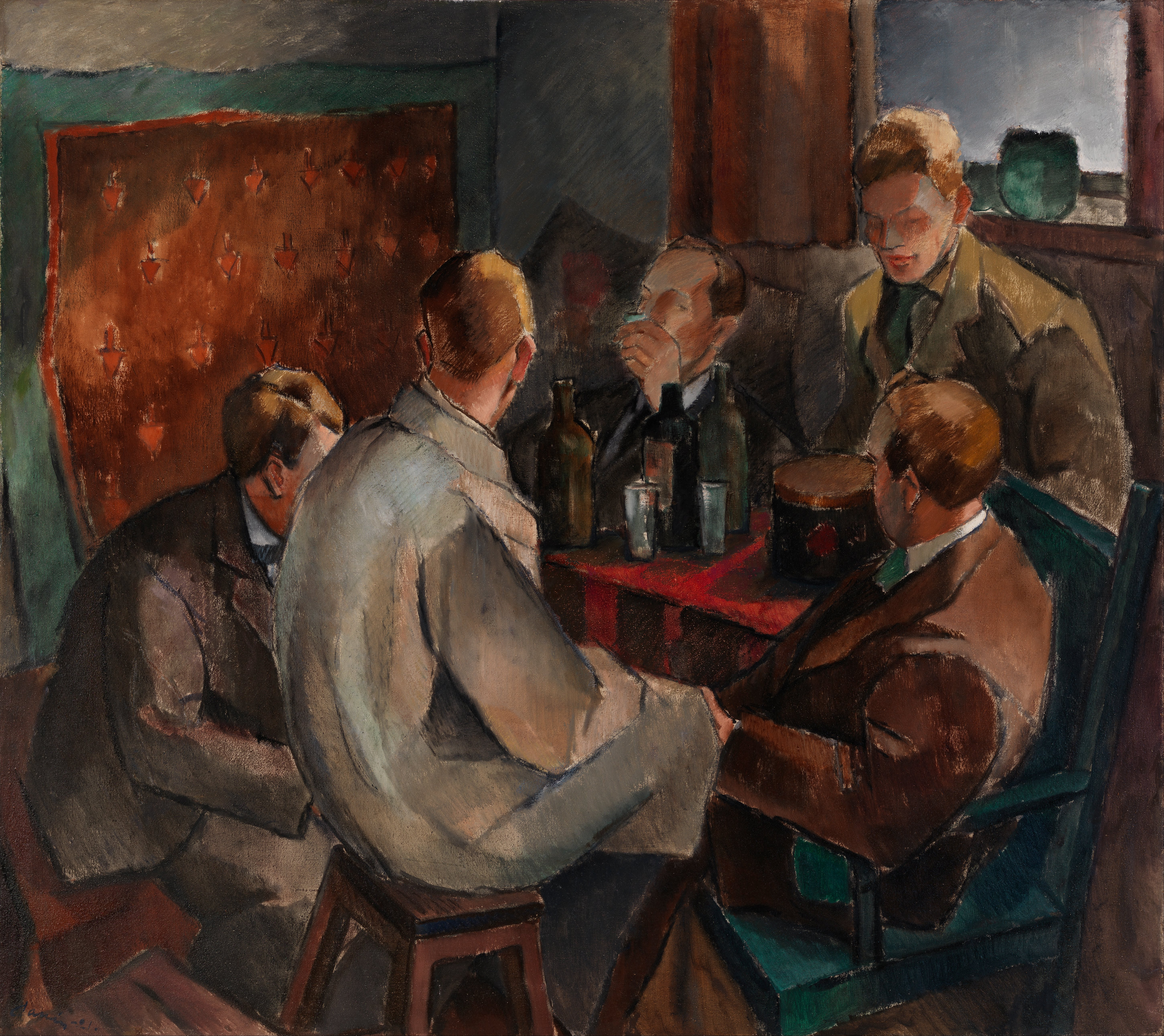
Alvar Cawén, Membri del Novembergruppe (1921), EMMA – Espoo Museum of Modern Art, Espoo, Finlandia

Il Gruppo di Novembre (Marraskuun ryhmä in finlandese) fu un'associazione di artisti espressionisti finnici riunita attorno a Tyko Sallinen. Il gruppo fu fondato quando la Finlandia dichiarò la sua indipendenza dalla Russia ed i membri che avevano talvolta tendenze aggressivamente nazionalistiche crearono una variante dell'espressionismo peculiarmente finlandese. Il gruppo prese nome dal mese della sua prima mostra.
Il Gruppo di Novembre provocò uno dei più grandi rivolgimenti nel campo dell'arte finlandese. Nella comunità artistica finnica di quel tempo venivano vissuti soltanto come brutti, incompetenti, distorsivi e primitivi. Oggi quel movimento è considerato come uno dei più importanti ed influenti nell'arte finlandese.
I primi membri del gruppo erano Tyko Sallinen, Marcus Collin, Alvar Cawén, Juho Rissanen and Gabriel Engberg. Questi cinque tennero la loro prima mostra tra il 17 Novembre ed il 5 Dicembre 1917, durante la quale decisero di fondare il gruppo. Altri membri del gruppo furono Eero Nelimarkka, Juho Mäkelä, Wäinö Aaltonen, Ilmari Aalto, Hannes Autere, Kalle Carlstedt, Mikko Carlstedt, Ragnar Ekelund, Uuno Eskola, Einar Ilmoni, Karl Ingelius, Jussi Jylänki, Albin Kaasinen, Viljo Kojo, Paavo Leinonen, Anton Lindforss, Arvo Makkonen, Alex Matson, Kosti Meriläinen, Jalmari Ruokokoski, Inni Siegberg and Antti Wanninen.
Sallinen, Collin e Cawén avevano studiato in Francia ed avevano familiarità con il fauvismo e l'espressionismo. Dal ccanto loro preferirono usare una tavolozza basata sui grigi scuri e colori brunastri, piuttosto che i colori luminosi preferiti dai fauves francesi, e furono influenzati anche dal cubismo e dal suprematismo russo.
Molti del futuro gruppo si erano già incontrati in Danimarca già nel 1910 dove risidevano presso lo stilista Niels-Peder Rydeng che divenne il loro sposnsor e collezionista di arte moderna.